# 유럽개암나무

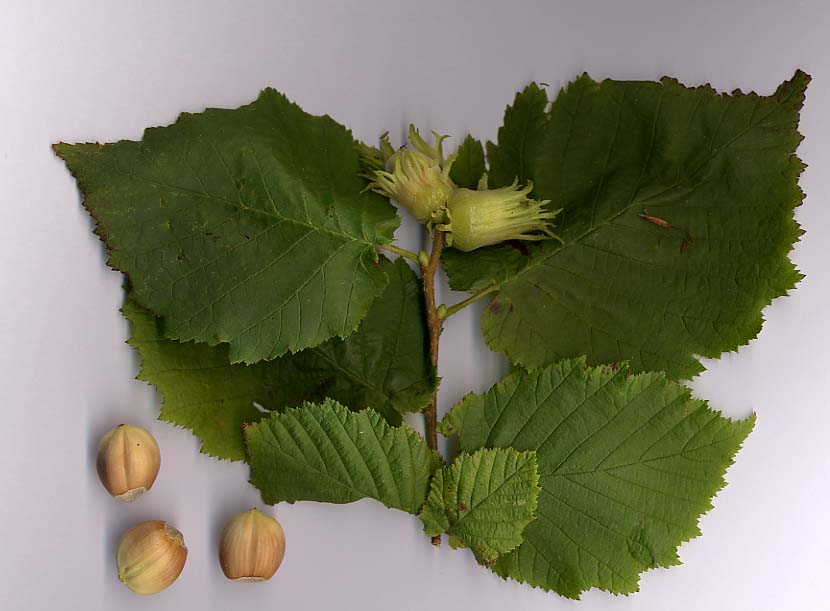
유럽개암나무의 잎과 열매

유럽개암나무(Corylus avellana)는 유럽과 아시아 서부가 원산인 개암나무속의 종으로, 브리튼 제도에서 남쪽으로 이베리아반도, 그리스, 터키, 키프로스까지, 북쪽으로 중앙 스칸디나비아에까지, 동쪽으로 중앙 우랄산맥, 캅카스, 이란 북서부에까지 걸쳐있다.
유럽개암나무는 견과를 위해 경작된다.

## 개요
유럽개암나무는 일반적으로 3~8 미터 높이의 관목이지만 15 미터까지 자랄 수 있다. 잎은 낙엽성에 둥글며 6~12 센티미터 길이이다. 꽃은 매우 이른 초봄에 핀다. 견과류는 구 모양에서 계란형 모양에 가까우며 15~20 밀리미터 길이에 12~20 밀리미터 넓이를 가지며 노란 갈색 빛깔을 띈다.

## 분류 체계
학명 avellana는 이탈리아의 아벨라라는 코무네에서 비롯하며 레온하르트 훅스의 De historia stirpium commentarii insignes (1542년)라는 책에서 린네가 선별해냈으며, 여기에서 종들은 Avellana nux sylvestris(아벨라의 야생 견과)로 기술되었다.